# 1870 dans le catholicisme
Chronologie du catholicisme
- 1866
- 1867
- 1868
- 1869
- 1870
- 1871
- 1872
- 1873
- 1874

Cet article présente les faits marquants de l'année 1870 dans le catholicisme.

## Évènements
- 17 juin : La basilique Saint-Remi de Reims est décrétée basilique mineure[1]
- 18 juin : début du massacre de Tientsin
- 18 juillet : constitution Pastor Æternus. Le concile Vatican I définit le dogme de l'infaillibilité pontificale
- 20 septembre : la prise de Rome provoque l'annexion de la ville au royaume d'Italie, et le décret mettant fin à l'existence des États pontificaux et du pouvoir temporel des Papes.
- 9 octobre : fin de facto des États pontificaux, qui sont réunis à l’Italie[2].
- 20 octobre : suspension sine die du premier concile œcuménique du Vatican
- 1er novembre : Encyclique Respicientes ea de Pie IX sur les persécutions infligées à l'Église par le gouvernement du Piémont
- 8 décembre : Saint Joseph est proclamé saint patron et protecteur de l'Église universelle par Pie IX

## Naissances
- 14 février : Ignace Hummel, prélat et missionnaire français, vicaire apostolique de la Côte-de-l'Or et évêque titulaire de Trapézopolis (de) († 13 mars 1924)
- 15 février : Jean Girbeau, prélat français, évêque de Nîmes († 20 juin 1963)
- 24 février : 
  - Jules Saliège, cardinal français, archevêque de Toulouse († 4 novembre 1956)
  - João Batista Becker, prélat brésilien, archevêque de Porto Alegre († 15 juin 1946)
- 25 février : Matylda Getter, religieuse polonaise, « Juste parmi les nations » († 8 août 1968)
- 26 février : Thomas Byles, prêtre catholique anglais, disparu avec le Titanic († 15 avril 1912)
- 10 mars : Joseph-Marie Henry, prêtre, historien, botaniste et alpiniste italien († 26 novembre 1947)
- 13 mars : Thomas O'Shea, prélat néo-zélandais, archevêque de Wellington († 9 mai 1954)
- 22 mars : Mère Marie Agnès, religieuse française missionnaire aux Îles Fidji († 17 mars 1955)
- 26 mars : Luigi Sincero, cardinal italien de la Curie et archevêque titulaire de Petra-en-Palestine († 7 février 1936)
- 31 mars : François Veuillot, journaliste français, directeur du journal catholique L'Univers († 16 juillet 1952)
- 7 avril : Auguste Jean-Baptiste Tauleigne, prêtre et physicien français († 5 juin 1926)
- 12 avril : Lurana White religieuse américaine convertie de l'Église épiscopalienne des États-Unis († 15 avril 1935)
- 17 avril : Louis Van Hoeck, prélat jésuite et missionnaire belge, évêque de Ranchi († 30 avril 1933)
- 5 mai : Karl Kälin, prêtre jésuite, traducteur et écrivain suisse († 1er janvier 1950)
- 16 mai : Karel Kašpar , cardinal hongrois, archevêque de Prague († 21 avril 1941)
- 22 mai : Fabien-Zoël Decelles, prélat québécois, évêque de Saint-Hyacinthe († 27 novembre 1942)
- 6 juin : Jacques-Victor-Marius Rouchouse, prélat et missionnaire français, évêque de Chengdu († 20 décembre 1948)
- 4 juin : Sainte Élisabeth Hesselblad, religieuse suédoise, rénovatrice de l'Ordre de Sainte-Brigitte, « Juste parmi les nations » († 24 avril 1957)
- 17 juin : Bernardino Nogara, banquier italien, gestionnaire des biens du Vatican († 15 novembre 1958)
- 3 juillet : Paulin Ladeuze, prélat et théologien belge († 10 février 1940)
- 14 juillet : Jules-Marie-Victor Courcoux, prélat français, évêque d'Orléans († 28 mars 1951)
- 25 juillet : 
  - Adrien Clergeac, prêtre et historien français († 8 décembre 1960)
  - Carlo Salotti, cardinal italien de la Curie, précédemment archevêque titulaire de Philippopolis-en-Thrace (de) († 24 octobre 1947)
- 5 août : Thomas Dehau, religieux dominicain français, auteur d'ouvrages de spiritualité († 21 octobre 1956)
- 22 août : Marie Guérin, religieuse carmélite française, cousine de Sainte Thérèse de Lisieux († 14 avril 1905)
- 27 août : Romolo Murri, religieux italien, député démocrate chrétien († 12 mars 1944)
- 7 septembre : Jimmy Tompkins, prêtre et enseignant canadien († 5 mai 1953)
- 13 septembre : Paul de Chastonay, prêtre jésuite suisse († 5 novembre 1943)
- 17 septembre : Émile Peltier, prêtre catholique et pionnier français de l’espéranto († 17 février 1909)
- 20 septembre : Paul Peeters, prêtre jésuite belge, bollandiste († 18 août 1950)
- 23 septembre : Joseph Henri Esquirol, prêtre, linguiste, botaniste et missionnaire français en Chine († 8 août 1934)
- 2 octobre : Joannes Baptista Sproll, prélat allemand, évêque de Rottenburg-Stuttgart, opposant au nazisme († 4 mars 1949)
- 6 octobre : Angelo Mercati, prêtre et érudit italien chargé des archives secrètes du Vatican († 3 octobre 1955)
- 8 octobre : Louis Grelet, prêtre et mycologue français († 25 janvier 1945)
- 13 octobre : Georges Hénocque, prêtre, aumônier militaire, résistant et déporté français († 23 mars 1959)
- 22 octobre : Camille Roy, prêtre, enseignant et critique littéraire canadien († 24 juin 1943)
- 28 octobre : 
  - Sœur Gertrude-Marie, religieuse et mystique française († 24 mai 1908)
  - Bienheureux László Batthyány-Strattmann, aristocrate, médecin et "docteur des pauvres" hongrois († 22 janvier 1931)
- 9 novembre : Bernard Gijlswijk (en), prélat néerlandais, diplomate du Saint-Siège et archevêque titulaire d'Euchaitae (de) († 22 décembre 1944)
- 17 novembre : Maximilien de Saxe, prince, prêtre et auteur allemand († 12 janvier 1951)
- 25 novembre :  Bienheureux Solanus Casey, prêtre capucin américain († 31 juillet 1957)
- 29 novembre : André Beltrami, prêtre salésien et vénérable italien († 30 décembre 1897)
- 2 décembre : Xavier Haegy, prêtre, journaliste et homme politique alsacien († 11 mai 1932)
- 3 décembre : François-Xavier Vogt, prélat et missionnaire français, vicaire apostolique de Yaoundé et évêque titulaire de Celenderis (de) († 4 mars 1943)
- 5 décembre : Victor Grégoire, prêtre, botaniste et enseignant belge († 12 décembre 1938)
- 8 décembre : Joseph Bastin, prêtre, linguiste et botaniste belge († 6 août 1939)
- 9 décembre : Otto Müller, prêtre et résistant allemand au nazisme († 12 octobre 1944)
- 14 décembre : Augustinus von Galen, moine bénédictin allemand († 2 septembre 1949)
- 17 décembre : Benjamin-Octave Roland-Gosselin, prélat français, évêque de Versailles († 22 mai 1952)
- 27 décembre : Alain de Boismenu, prélat et missionnaire français chez les Papous, vicaire apostolique de Papouasie et évêque titulaire de Gabala (de) puis archevêque titulaire de Claudiopolis-en-Honoriade (de) († 5 novembre 1953)

## Décès
- 15 janvier : Jean-Baptiste Mortaize, moine chartreux, français (° 27 mars 1798)
- 19 janvier : Johann Georg Müller, prélat allemand, évêque de Münster (° 15 octobre 1798)
- 30 janvier : Bertrand-Sévère Laurence, prélat frnaçais évêque de Tarbes au temps des apparitions mariales de Lourdes (° 7 septembre 1790)
- 25 février : Louis-Jacques-Maurice de Bonald, cardinal français, archevêque de Lyon (° 30 octobre 1787)
- 13 mars : Charles Forbes de Montalembert, journaliste et homme politique français, théoricien du catholicisme libéral (° 15 avril 1810)
- 30 mars : Félix Orsières, prêtre et historien franco-italien (° 8 janvier 1803)
- 15 avril : Matteo Eustachio Gonella, cardinal italien, diplomate du Saint-Siège et archevêque titulaire de Néocésarée-du-Pont (de) (° 21 janvier 1811)
- 20 avril : Louis Gaudaire, prêtre eudiste français, supérieur général des Eudistes (° 15 août 1805)
- 30 avril : Thomas Cooke, prélat canadien, évêque de Trois-Rivières (° 9 février 1792)
- 2 mai : Jean-Sébastien Devoucoux, prélat français, évêque d’Évreux (° 18 mars 1804)
- 25 mai : Jean-Marie Odin, prélat et missionnaire français, archevêque de La Nouvelle-Orléans (° 25 février 1800)
- 5 juillet : Henri Congnet, prêtre et historien français (° 6 décembre 1795)
- 13 juillet : 
  - Sainte Clélie Barbieri, religieuse italienne, fondatrice des Sœurs minimes de Notre-Dame des Douleurs (° 13 février 1847)
  - Georg Anton von Stahl, prélat allemand, évêque de Wurtzbourg (° 29 mars 1805)
- 9 septembre : Dom Paul Jausions, moine bénédictin français, à l'origine de la restauration du chant grégorien (° 15 novembre 1834)
- 29 septembre : Charles Salerio, prêtre et missionnaire italien, fondateur des Sœurs de la Réparation, vénérable (° 23 mars 1827)
- 7 octobre : 
  - Cosimo Corsi, cardinal italien, archevêque de Pise (° 10 juin 1798)
  - Mario Mattei, cardinal italien de la Curie (° 6 septembre 1792)
- 13 octobre : Charles-François Baillargeon, prélat canadien, archevêque de Québec, précédemment évêque titulaire de Tlos (de) (° 25 avril 1798)
- 18 octobre : André Charvaz, prélat italien originaire de Savoie, archevêque de Gênes (° 25 décembre 1793)
- 24 octobre : Saint Antoine-Marie Claret, prélat et missionnaire espagnol, archevêque de Santiago de Cuba (° 23 décembre 1807)
- 25 octobre : Étienne-Michel Faillon, prêtre sulpicien, historien et enseignant français (° 29 décembre 1799)
- 20 novembre : Louis Robiou de La Tréhonnais, prélat français, évêque de Coutances (° 7 janvier 1784)